# Kościół św. Jana Ewangelisty w Klonownicy Dużej
Kościół św. Jana Ewangelisty – rzymskokatolicki kościół w Klonownicy Dużej, dawna cerkiew unicka, a następnie prawosławna.

## Historia
Unicką cerkiew w Klonownicy Dużej ufundował w 1705 Karol Stanisław Radziwiłł. Na jej miejscu w latach 1854-1861 powstała nowa świątynia tego samego wyznania. Jej patronem był św. Jan Ewangelista (Jan Teolog w Kościołach wschodnich). Fundatorami obiektu sakralnego byli Stanisław i Salomea Serwińscy, zaś prace budowlane wykonał Jan Alibat z Janowa Podlaskiego. Wskutek likwidacji unickiej diecezji chełmskiej obiekt przeszedł na własność Rosyjskiego Kościoła Prawosławnego i był użytkowany przez jego parafię do 1919, gdy nastąpiła jego rewindykacja na rzecz Kościoła rzymskokatolickiego. W 1921 w Klonownicy Dużej erygowano parafię łacińską, a wnętrze obiektu sakralnego przekształcono, by dostosować je do wymogów liturgii w nowym obrządku. Wnętrze obiektu remontowano w 2003, zaś dwa lata później odnowiono również fasadę kościoła.

## Architektura
Kościół reprezentuje styl neogotycki z akcentami stylu mauretańskiego. Został wzniesiony z cegły i otynkowany. Nie jest orientowany, jego prezbiterium skierowane jest na północ. Budynek wzniesiono na planie prostokąta. Obiekt jest trójnawowy, z wieżyczkami w narożach, z prezbiterium niższym i węższym od naw. Podział na nawy wprowadzają we wnętrzu rzędy kolumnowych arkad. Od południa znajduje się chór muzyczny. Fasada byłej cerkwi jest jednoosiowa, z wejściem do obiektu na osi, przez prostokątny przedsionek. Okna w obiekcie są zamknięte półkoliście, z wyjątkiem okrągłego okna nad drzwiami wejściowymi. Dach świątyni kryty jest blachą; nad korpusem jest to dach hełmowy zwieńczony ośmioboczną wieżyczką z cebulastą kopułką. Ośmiopołaciowe hełmy wieńczą również narożne wieżyczki. Dach nad kruchtą jest dwuspadowy, zaś nad prezbiterium - trójpołaciowy. Dzwonnica kościoła jest budowlą wolno stojącą, drewnianą, konstrukcji słupowej. Została zbudowana w okresie użytkowania budynku przez prawosławnych, po 1920 była remontowana.
Najważniejsze elementy wyposażenia budynku powstały już po jego adaptacji na kościół, chociaż przetrwały również elementy starsze. Ołtarz główny i dwa boczne powstały po 1921 w stylu neoklasycystycznym, znajdują się w nim obraz św. Jana Ewangelisty z II poł. XIX w., XVIII-wieczna kopia obrazu Matki Boskiej Częstochowskiej oraz ikona maryjna w typie Eleusa z 1874. Organy zostały wstawione do kościoła między r. 1918 a 1921, prospekt organowy został zbudowany z elementów XVIII- i XIX-wiecznych. Na wyposażeniu świątyni pozostaje także ludowy feretron z I poł. XIX w. z oleodrukowymi wyobrażeniami Matki Bożej Niepokalanie Poczętej i Świętej Rodziny. Z XVIII w. pochodzi ludowy obraz Chrystusa Zmartwychwstałego, zaś z przełomu XVIII i XIX stulecia obraz Chrystusa Zbawiciela Świata. Najprawdopodobniej w XIX w. powstał obraz św. Jerzego, zaś w końcu tego samego stulecia wizerunki św. Pawła oraz Ostatnia Wieczerza. W kościele znajdują się także XVIII-wieczna rzeźba Chrystusa Zmartwychwstałego oraz ludowy XIX-wieczny krucyfiks. Monstrancja pochodzi z II poł. XVIII w. W tym samym okresie powstał przechowywany w kościele kielich mszalny; drugie takie naczynie pochodzi z lat 20. XX wieku. W kościele znajdują się również zabytkowe ornaty z XVIII w. i z przełomu XIX i XX stulecia.